# Вентурада
Вентурада (ісп. Venturada) — муніципалітет в Іспанії, у складі автономної спільноти Мадрид. Населення — 1741 особа (2010).
Муніципалітет розташований на відстані близько 43 км на північ від Мадрида.
На території муніципалітету розташовані такі населені пункти: (дані про населення за 2010 рік)
- Вентурада: 580 осіб
- Котос-де-Монтеррей: 1156 осіб
- Лос-Росалес: 5 осіб

## Демографія
Динаміка населення (INE ):

## Галерея зображень

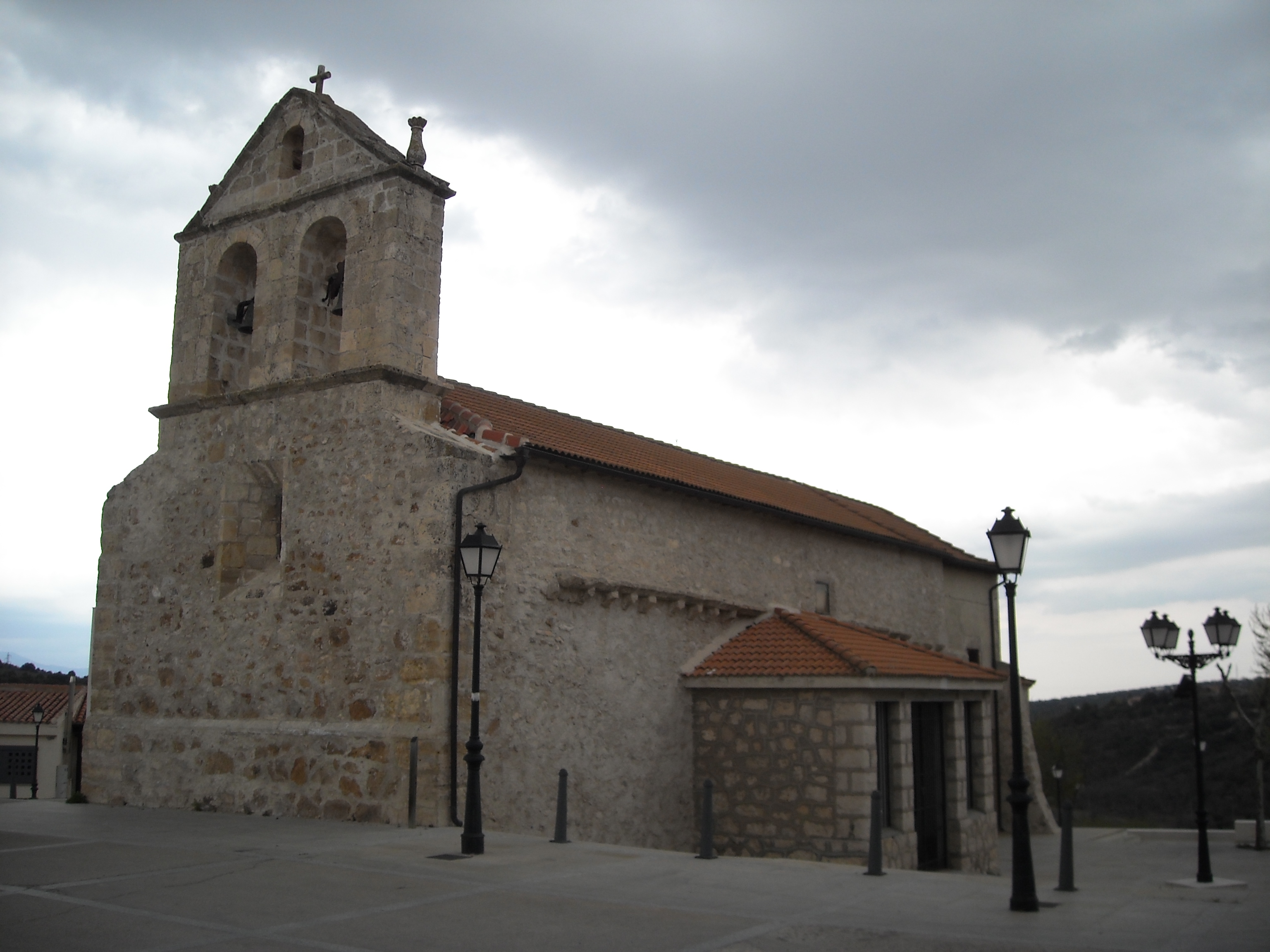
Церква Сантьяго